# Confederación de Colonia
La Confederación de Colonia (en alemán: Kölner Konföderation) fue una alianza militar medieval formada por la Liga Hanseática para combatir el Reino de Dinamarca de Valdemar IV, que unía a los hanseáticos con las ciudades costeras del mar del Norte de Holanda y Zelandia (algunas de las cuales se unirían luego a la Liga) y el Estado monástico teutónico. Aparte de sus miembros, la Confederación contaba también con sus aliados naturales, a saber, Suecia, Mecklemburgo y Holstein, para juntos formar un potente frente contra los daneses, quienes tres años antes se habían hecho con el control del Báltico.
La alianza se forjó el 19 de noviembre de 1367, en la ciudad de Colonia. Aunque incluía a más entidades, muchos historiadores la consideran una evolución propia de la Liga Hanseática y su máximo exponente militar durante los años de su existencia. Es por eso que la lengua en la que se llevaban a cabo las negociaciones y acuerdos firmados dentro de la Confederación era el bajo alemán medio y no el latín, que solía ser el empleado en la mayoría de tratados medievales. Tras su exitosa guerra contra Dinamarca y Noruega, la Liga Hanseática recuperaría su dominio de la región e incrementaría su poder como potencia comercial (a su vez, Suecia ganaría territorios que habían estado bajo su control antes de la expansión danesa).
Si bien en un principio la Confederación de Colonia fue creada para contrastar el dominio danés y recuperar los territorios perdidos en años anteriores, su existencia perduraría por 15 años más tras el fin de la guerra. Muchas de las pautas militares y comerciales en la esfera de influencia hanseática, incluidas algunas de las tradiciones bálticas de la época en estos ámbitos, fueron establecidas y estandarizadas por la Confederación de Colonia. Entre otras cosas, estableció un Pfundzoll (‘arancel sobre la libra’) como impuesto obligatorio para la importación y exportación de mercancías en el Báltico, y supervisó el acuerdo sobre el número y reparto de los buques de guerra en la región, y sus dotaciones.

## Historia

### Antecedentes
En 1340, Valdemar IV restauró el trono danés tras ocho años en los que Dinamarca no existía como entidad política después de los desastrosos reinados de sus predecesores. Sus tres décadas y media en el poder se caracterizarían por su empeño por reunificar Dinamarca, expandir su dominio real y restaurar el reino como la gran potencia del Báltico. Teniendo que lidiar con la peste negra y una coalición de Estados del sur báltico cada vez más potente, que culminaría con la creación de la Liga Hanseática, el rey danés se propuso estabilizar las arcas de un país hipotecado por medio de la imposición de tributos y gravámenes a la nobleza danesa (que antes había arrebatado el poder a la monarquía) y a los mercaderes hanseáticos, que disfrutaban de privilegios en lugares estratégicos como la ciudad de Visby, en Gotlandia, y el mercado de Escania, en la región homónima. Aquello le enfrentó directamente a la Hansa y a sus propios nobles.
En 1360, Dinamarca lanzó la primera de las operaciones militares con la toma de Escania, y el año siguiente comenzaría la guerra danesa-hanseática tras la toma de las islas al este del litoral oriental sueco, que culminaría con la invasión de Gotlandia y la caída de Visby. Tras un intento de recuperar lo perdido en un ataque coordinado entre hanseáticos, suecos y noruegos, la Liga perdió su posición al ser derrotada en la batalla de Helsingborg, en la que un asedio infructífero y sin el apoyo acordado de sus aliados escandinavos, además de unas ciudades del interior hanseático desinteresadas, lo mismo que los teutónicos y ciudades del litoral neerlandés, precipitaron la firma del tratado de Vordingborg a favor de Dinamarca.
Sin embargo, tras la debacle hanseática, el rey danés, cada vez más ambicioso, empezó a acosar a las embarcaciones hanseáticas (a pesar de  que los términos del armisticio les permitían el comercio en el Báltico y el paso por el Sund), que incluía por primera vez el acoso a barcos holandeses en el oeste e intentos de limitar el comercio livonio hacia el este. Con lo que ya a partir de 1365, las ciudades wendas, sobre las que cayó la carga de la guerra en los primeros años, empezaron a recibir apoyos de regiones que antes evitaban participar en las hostilidades. 
En 1365 tuvo lugar otro acontecimiento que potenciaría la alianza hanseática. La nobleza sueca, enfrentada a la dinastía de los Bjälbo, aliada de Valdemar por razones dinásticas y estratégicas, se dirigió a Mecklemburgo para pedir al hijo del duque Alberto, también llamado Alberto, para que asumiera el trono sueco, cosa que hizo bajo el nombre de Alberto I de Suecia, dando comienzo a una guerra civil sueca y una alineación de la nueva corona con los intereses de los Mecklemburgo y, por tanto, de los enemigos de Dinamarca.
En 1366, la dieta hanseática (Hansetag) se reunió en Lübeck por primera vez desde la firma del armisticio para negociar acuerdos comerciales entre sus miembros y establecer una cooperación en todo el territorio hanseático. Esta vez, la alianza fue más allá de las ciudades wendas, para incluir también a «prusianos» (teutónicos) y neerlandeses. En los siguientes meses, otras ciudades del interior de la Liga y territorios colindantes se unirían a la alianza, que a mediados de 1367 contaba ya con 77 miembros, desde la península holandesa hasta la costa livonia.

### Fundación y términos
Económicamente, se aprobaron medidas de urgencia durante las negociaciones, cara a la reanudación de las hostilidades contra Dinamarca, en lo que algunos consideran una guerra consecutiva y otros las segunda etapa de la misma guerra. Entre otros, se aprobó la recaudación de nuevos impuestos sobre la totalidad de las mercancías que pasaban por los puertos de las ciudades miembros, como también unas medidas de recaudación más simplificadas y basadas en monedas específicas para todo el territorio, siendo las de Lübeck, Holanda, Pomerania, Prusia y Livonia. 
Militarmente, todos los miembros de la alianza debían aportar un número especificado de barcos y hombres armados, estipulado en el tratado de acuerdo con su tamaño, estatus y poder económico. Las fechas de partida se fijaron para todas las ciudades del Báltico y el mar del Norte, con el fin de asegurar una potente fuerza combinada durante el ataque en varios frentes alrededor del estrecho del Sund.

### Campañas

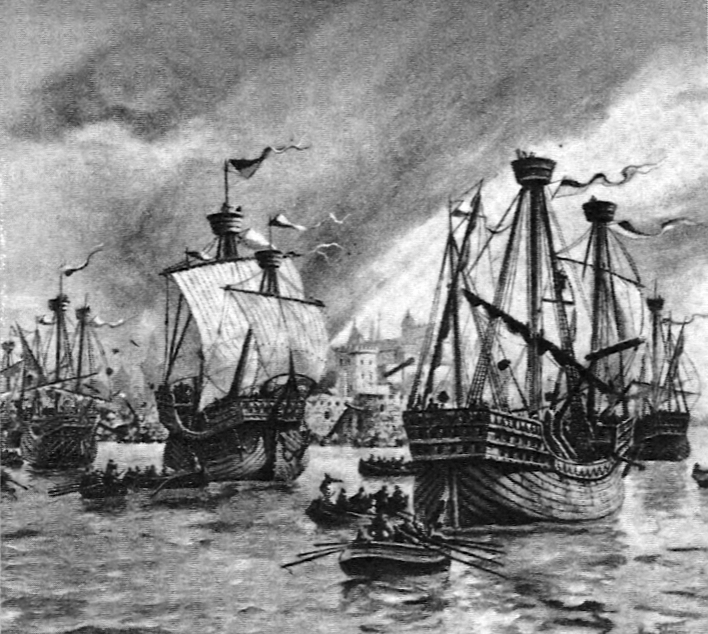
El ataque a Copenhague en 1368, la primera y más dura de las acciones de la Confederación de Colonia. Dibujo de H. R. von Petersen.

La Confederación de Colonia solo participó en una guerra propiamente dicha, la de 1367-1370 contra Dinamarca, cuando rompió el armisticio de Vordingborg con el fin de recuperar sus posesiones anteriores a la expansión de Valdemar IV. Aunque su flota aseguró sus posiciones ya a finales de 1367, las operaciones comenzarían en abril de 1368 con el ataque a Copenhague, mientras que sus aliados, Suecia y Holstein, dirigían sus ataques a Escania y Jutlandia respectivamente. La guerra constaba de hecho de una serie de asedios, con la Confederación centrándose en la isla de Selandia, que resultaría un reto mayor para los hanseáticos, sobre todo las fortificaciones de Vordingborg. De hecho, la capital —la primera en ser abordada y que se esperaba que resistiría más tiempo— fue la única de la isla en sucumbir (y en menos tiempo de lo esperado), siendo violentamente saqueada y destruida, y su puerto inhabilitado para el resto de la guerra.
Aparte de Selandia, la Confederación brindó apoyo a sus aliados en otras operaciones, como los asedios de Helsingborg (que tras resistir varios cercos durante muchos meses, finalmente se rindió), y de Lindholmen, que aguantó el cerco hasta la suspensión de la campaña debido a las negociaciones de paz, las cuales habían comenzado ya después de la caída de Helsingborg, que conllevaba la derrota danesa en la guerra y el retorno de la hegemonía hanseática en el Báltico.
A finales de noviembre de 1369 entró en vigor el alto el fuego entre Dinamarca y la Liga Hanseática, que en pocos meses resultaría en la Paz de Stralsund. Con ello comenzó la llamada Edad Dorada Hanseática, en la que la Liga sería la potencia comercial más destacada de la región. En cuanto a la Confederación, tras la guerra, las ciudades miembros decidieron mantenerla como elemento disuasorio, que en la práctica servía para emplear sobre el terreno la política hanseática y hacer valer los acuerdos entre sus miembros.

### Disolución
A comienzos de la década de 1380, la utilidad de la Confederación era cada vez más cuestionada por muchos de sus miembros. El temor por una violación de los términos de la Paz de Stralsund por parte de Dinamarca se había en gran medida disipado con los años, pues los hanseáticos no solo que no limitaban el comercio de los daneses sino que comerciaban con ellos, por lo que estos tampoco vieron motivo para romper el acuerdo. Las disputas de esos años eran más internas que entre las potencias de la región. Dentro de esta coyuntura, muchos en la Confederación consideraban que sus recursos, invertidos en una alianza de defensa mutua —aunque al principio muy beneficiosa, imponiendo y defendiendo un nuevo orden en el Báltico—, ahora se dirigían a defender los intereses de otros miembros de la Confederación, sobre todo en el Báltico oriental. Así las cosas, no vieron sentido en perpetuar sus obligaciones económicas, materiales y humanas en el marco de la alianza.
En 1385, cuando la Liga Hanseática decidió ceder el control de algunos de los fuertes daneses en Escania (considerados no esenciales), y con un rey danés contento por mantener el statu quo, la Confederación quedó disuelta de facto. El único de sus miembros que se encontraba en disputas territoriales en ese momento fue el Estado teutónico, por lo que la Orden Teutónica buscaba mantener la Confederación intacta, pero para ciudades como las del mar del Norte e incluso del oeste del Báltico, aquello solo significaba implicarse en conflictos lejanos que no les atañían ni les beneficiaban. Para ellos, la alianza había cumplido su propósito.
Para algunos, la ausencia de la Confederación se haría notar al poco tiempo. Cuando Margarita I de Dinamarca accedió al trono dos años después, la futura artífice y cabeza de la Unión de Kalmar (unión dinástica de los tres Estados escandinavos) comenzó acciones para recuperar el dominio de Skagerrak. Para evitar una posible restitución de la Confederación, empleó una táctica de buscar alianzas puntuales. La misma Margarita procedería poco después a derogar una de las estipulaciones más importantes de la Paz de Stralsund en términos políticos, a saber, el derecho de veto de la Liga Hanseática contra candidatos al trono danés. Algunos afirman que la osadía de la reina a comienzos de su reinado se debía, entre otros, a la disolución de la Confederación de Colonia y, por tanto, el deterioro en el poder de disuasión de la Liga Hanseática (aun así, las relaciones comerciales entre Dinamarca y las ciudades hanseáticas durante el reinado de Margarita seguían grosso modo sin grandes altercados). La misma Margarita, temiendo una futura restauración de la Confederación o alianzas similares, procedió hacia el final de su reinado a la protección de varios puntos estratégicos del reino. Entre otros, en, 1411, un año antes de su muerte, ordenó la construcción del castillo de Duburg, en Flensburgo (Jutlandia), que sería un centro de comercio importante y principal punto de fricción en Schleswig entre ambas potencias.
El historiador y medievalista alemán Johann Martin Lappenberg explica en su libro Urkundliche Geschichte des Ursprunges der deutschen Hanse, que como otras alianzas militares de la época, sobre todo en el norte de Europa, la Confederación de Colonia se basaba más en el principio de «omnes pro omnibus» que en el de unus pro omnibus, omnes pro uno. Es decir, que cuando todos los miembros se veían beneficiados de la existencia de una colaboración mutua, formaban alianzas a veces muy potentes, pero cuando ya no les resultaba útil, muchas veces las dejaban para no gastar recursos en disputas que les eran ajenas. En todo caso, la fundación de la Unión de Kalmar en 1397 reanudó las tensiones con la Liga Hanseática, siendo las dos mayores potencias del Báltico, que, no obstante, tardarían tres décadas en enfrentarse en una guerra en toda regla. En ese conflicto, la Orden Teutónica y otras entidades, antes parte de la Confederación de Colonia, no veían ningún motivo por participar. Si bien lo cierto es que, aun así, la Liga Hanseática volvería a vencer también en esta contienda, dejando a Dinamarca en una situación de nuevo desfavorable.

## Importancia histórica
La Confederación de Colonia fue vista en su día como un éxito. Aunque se disolvió de facto en 1385, su existencia había proporcionado la cohesión que la Liga Hanseática necesitaría en sus futuras disputas con Dinamarca. Si bien no fue el modelo seguido en futuros acuerdos entre miembros de la Hansa, se consideraba un modelo a imitar por otras alianzas del norte europeo continental, sobre todo hacia finales del siglo XV, los llamados Tohopesaten (intentos que, sin embargo, no prosperaron, lo cual destaca aun más el éxito de la creación en corto tiempo de una alianza entre entidades que muchas veces no compartían del todo los mismos intereses).

### Patrimonio histórico
El documento de fundación firmado en Colonia ha sobrevivido hasta la actualidad, y está en exposición en el Archivo de Lübeck. En 2023, junto a otros 16 documentos originales relacionados con la Liga Hanseática, incluido el tratado de Stralsund y el acta de concesión de derechos plenos a los comerciantes hanseáticos por Eduardo VI de Inglaterra en 1547,  fueron incluidos por la Unesco en su lista de patrimonio documental en el Programa Memoria del Mundo.

### Videoteca
- oncampusthl (15 de abril de 2014), HanseMOOC - Einführung in den Kurs: Urkunde der Kölner Konföderation von 1367, consultado el 24 de marzo de 2025.
- Europäisches Hansemuseum (6 de diciembre de 2023), »Memory of the World«: Confederation of Cologne, consultado el 24 de marzo de 2025.

- Datos: Q883978